# Strunga, Iași

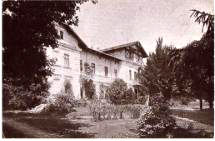
Hotelul din Băile Strunga, înainte de primul război mondial (astăzi distrus)

Strunga este satul de reședință al comunei cu același nume din județul Iași, Moldova, România. Satul este atestat documentar din 1411.

## Legături externe
Materiale media legate de Strunga la Wikimedia Commons